# Алкет (диадох)
Вижте пояснителната страница за други личности с името Алкет.
Алкет (на старогръцки: Ἀλκέτας) е античен македонец, военачалник на Александър Велики и диадох на Древна Македония.

## Биография
Алкет е син на Оронт от царската фамилия на македонската провинция Орестида в Горна Македония. Той е по-малък брат на регента Пердика и на Аталанта, омъжена за Атал. По времето на похода на Александър в Азия в 331 г. пр. Хр. Алкет заедно с брат си е командир на линкестийските и орестийските фаланги.
Алкет залавя и убива Кинана, която дошла в Азия, за да омъжи дъщеря си Евридика за Филип III Аридей. При избухването на Диадохската война Алкет се бие на брега на Мала Азия против Антипатър и Кратер. Брат му се бие в Египет против Птолемей I. Брат му е убит през 320 г. пр. Хр., сестра им Аталанта е екзекутирана.
Алкет и другите привърженици на брат му са осъдени на смърт в тяхно отсъствие. Алкет се съюзява със зет си Атал. Той отива със съкровището на брат си в Кария. През пролетта 319 г. пр. Хр. той е победен в Песидия близо до Кретополис от Антигон I Монофталм. Той се спасява близо до Термесос. След като гражданите на града искат да го предатат на идвашия към тях Антигон, Алкет се самоубива. Трупът му е предаден на Антигон, но той отказва да го погребе и го оставя на страни от пътя. Според Диодор млади негови симпатизанти от Термесос го вземат от там и погребват.